# Zbójnickie Oko
Zbójnickie Oko (słow. Zbojnícke oko) – niewielki stawek położony na wysokości ok. 1990 m n.p.m. znajdujący się w Dolinie Staroleśnej w słowackiej części Tatr Wysokich. Zbójnickie Oko leży w górnych partiach Zbójnickiego Koryciska, u południowo-wschodnich podnóży Zbójnickiej Kopki. W Zbójnickim Oku powstaje Staroleśny Potok (jego odcinek zwany Wyżnim Staroleśnym Potokiem) – największy ciek wodny Doliny Staroleśnej. Nieco na północ od Zbójnickiego Oka przebiega żółto znakowany szlak turystyczny schodzący z Czerwonej Ławki do Schroniska Zbójnickiego w Dolinie Staroleśnej.